# Хара (Вашингтон)
Хара (енгл. Harrah) град је у америчкој савезној држави Вашингтон. По попису становништва из 2010. у њему је живело 625 становника.

## Демографија
Према попису становништва из 2010. у граду је живело 625 становника, што је 83 (15,3%) становника више него 2000. године.
| Група             | 2000.       | 2010.       |
| Белци             | 181 (33,4%) | 131 (21,0%) |
| Афроамериканци    | 2 (0,4%)    | 3 (0,5%)    |
| Азијати           | 2 (0,4%)    | 1 (0,2%)    |
| Хиспаноамериканци | 239 (44,1%) | 346 (55,4%) |
| Укупно            | 542         | 625         |